# Andreas Paulsen
Andreas Stephan Mygind Paulsen (født 18. december 1836 i Haderslev, død 17. januar 1915 i København) var en dansk billedhugger.
Han blev elev hos Herman Wilhelm Bissen, hvis inspiration fik stor betydning for hans senere formsprog og han var engageret i de sønderjyske interesser, hvilket også kan ses i flere af hans værker. Han videreførte den klassicistiske stilart videre og arbejdede i en usentimental og enkel stil.
Andreas Paulsen lavede bl.a. statuer, buster og relieffer og af hans værker kan nævnes; General Friderich Adolph Schleppegrell i 1880, bronzerelief til minde om Slaget ved Kolding samt adskillige buster, bl.a. General Olaf Rye i 1876, der står på Ryes Plads i Fredericia, bronzebuste af Frederik 7. og marmorbuste af konsul Christian H. Nielsen.
Paulsen blev titulær professor og Ridder af Dannebrog 1900. Han er begravet på Assistens Kirkegård.